# الدوري الصيني الدرجة الثانية
الدوري الصيني الدرجة الثانية لكرة القدم (بالصينية: 中国 足球 协会 乙级 联赛)، هو ثالث اعلى قسم من مسابقات كرة القدم في الصين بعد الدوري الصيني الممتاز والدوري الصيني الدرجة الأولى، يتم تنظيمه من قبل الاتحاد الصيني لكرة القدم.

## أنظر ايضًا
- الدوري الصيني الدرجة الأولى
- كأس الاتحاد الصيني
- الاتحاد الصيني لكرة القدم
- الدوري الصيني الممتاز